# Paradeucalion desertorum
Paradeucalion desertorum är en skalbaggsart som först beskrevs av Thomas Vernon Wollaston 1854.  Paradeucalion desertorum ingår i släktet Paradeucalion och familjen långhorningar.
Artens utbredningsområde är Portugal. Inga underarter finns listade i Catalogue of Life.